# Alliance des démocrates
L'Alliance des démocrates (en anglais : Alliance of Democrats, abrégé AD) est un parti politique lésothien créé par Monyane Moleleki et une vingtaine de députés en novembre 2016 à la suite de leur départ de la coalition du premier ministre Pakalitha Mosisili à la suite de désaccords sur les politiques économiques.
Le parti rejoint à la suite des élections législatives de 2017 la coalition du nouveau premier ministre, Tom Thabane.

## Résultats

### Élections législatives
| Année | Voix   | %    | Rang    | Élus | +/- |
| ----- | ------ | ---- | ------- | ---- | --- |
| 2017  | 42 686 | 8,95 | 9 / 120 | 4e   | Nv  |
| 2022  |        |      | 5 / 120 |      | 4   |